# لیسا دونوون
لیسا دونوون (انگلیسی: Lisa Donovan؛ زادهٔ ۱۱ ژوئن ۱۹۸۰) هنرپیشه و یوتیوبر اهل ایالات متحده آمریکا است.
از فیلم‌ها یا برنامه‌های تلویزیونی که وی در آن نقش داشته‌است می‌توان به سخنران عروسی اشاره کرد.